# Val di Vizze
Val di Vizze (en alemán Pfitsch) es un municipio italiano de 2.748 habitantes perteneciente a la Provincia Autónoma de Bolzano. Está ubicado en el comprensorio de la Alta Valle Isarco, no muy lejos de la capital Vipiteno.
El nombre del municipio se deriva de Val di Vizze, un valle desde que Vipiteno se adentra hasta el paso de Vizze.

## Composición lingüística
La población es principalmente de habla alemana: 
| Composición lingüística (censo de 2001) | 90,38% idioma alemán  |
| Composición lingüística (censo de 2001) | 9,29% idioma italiano |
| Composición lingüística (censo de 2001) | 0,33% idioma ladino   |

## Historia
El lugar estaba ya habitado en la época romana. Ya en el año 600 d. C. estaban presentes habitantes en las fracciones de Flaines y Tulves. La primera mención documentada es un acto de donación del año 827. Aproximadamente cien años después, en 1186, en un documento papal también se mencionan las otras fracciones y aldeas.
Al municipio pertenecieron hasta 1920, también la Zamser Tal y el Schlegeisgrund, además de la actual frontera con Austria. 

## Etimología
El nombre aparece como Phize en el año 1186 y como Vitsch en 1288. Probablemente deriva del latín ficta, que influyó en el alemán Pfutze ("charco"); según otra hipótesis deriva directamente de la palabra germánica pits ("pozo").

## Blasón
El blasón se compone de dos partes. Una es negra con un cristal, que hace referencia a la industria minera y a la roca esquistosa. La herradura hace referencia al ex-señor con poderes jurisdiccionales. El verde simboliza la aldea de Prati.

## Geografía

Localización de Val di Vizze en la Provincia de Bolzano.

El Val di Vizze pertenece a los típicos valles altos de los Alpes Centrales. Rodeado por cadenas montañosas, comienza cerca de la localidad de Vipiteno y se dirige al noroeste, adentrándose 36 kilómetros en los Alpes Zillertaler hasta el paso de Vizze (2.248 m), que forma un amplio paso entre el Tuxer Kamm al oeste y el macizo del Gran Pilastro al este.
La zona del paso de Vizze es rica en yacimientos de minerales (plata, cobre y plomo). Desde tiempos remotos el paso fue una de las principales vía de comunicación para el acceso al Zillertal. 

## Administración municipal
La sede municipal se encuentra en la aldea de Prati, en la entrada del valle.
Las últimas elecciones municipales se celebraron en 2005. Johann Frei fue el único candidato para el cargo de alcalde y luego recibió el 100% de los votos válidos. No obstante, el 47,5% de los votos fueron en blanco o nulos.

### Alcaldes desde 1926
Gobierno fascista

Ex-municipio de Vizze
- 1926 - 1929 Giuseppe Vandoni
- 1929 - 1930 Lodovico Merelli
- 1930 - 1931 Manlio Trabalza

Ex-municipio de Prati
- 1926 - 1928 Johann Weissteiner
- 1928 Leopoldo Traversi
- 1929 Leonardo Magi
- 1930 - 1931 Achille de Cadillac

En 1931 los municipios de Prati y Vizze se fusionaron formando el municipio de Val di Vizze.
Gobierno fascista
- 1931 - 1938 Achille de Cadillac
- 1938 - 1940 Francesco del Chicca
- 1940 - 1943 Enrico Schievano

Comisario (anexión al Tercer Reich)
- 1943 - 1944 Alois Kortleitner

Alcaldes
- 1945 - 1977 Johann Bacher
- 1977 - 2000 Johann Pupp
- desde 2000 Johann Frei

## Evolución demográfica
| Gráfica de evolución demográfica de Val di Vizze entre 1921 y 2001           |
|                                                                              |
| Fuente: Istituto Nazionale di Statistica - Elaboración gráfica por Wikipedia |

## Túnel del Brennero
Cerca de la localidad de Avenes está en proyecto la construcción de una ventana del túnel de acceso lateral del túnel del Brennero, con las consecuentes polémicas por partes de la población, contraria al proyecto.